# Warner Bros. Animation
Warner Bros. Animation és la divisió d'animació de l'empresa Warner Bros., subsidiària de Time Warner. L'estudio sol ser relacionat amb els personatges dels Looney Tunes, creacions de Warner Bros. Cartoons.
Aquest estudio és el successor de Warner Bros. Cartoons (antigament Leon Schlesinger Productions), l'estudio que va produir les sèries de curtmetratges Looney Tunes i Merrie Melodies des de 1933 fins a 1963, i de 1967 a 1969. Warner va restablir la seua divisió d'animació en 1980 per produir productes relacionats amb la seua franquícia Looney Tunes. Des de 1990, Warner Bros. Animation ha centrat la seua producció en sèries de televisió i llargmetratges basats en altres franquícies de Time Warner, com les publicacions de DC Comics.